# Paul Perrelet
Pour les articles homonymes, voir Perrelet.
Paul Auguste Perrelet, né le 17 septembre 1872 à Genève et mort le 19 avril 1965 à Buchillon, est un artiste peintre suisse.

## Biographie
Paul Perrelet étudie au Collège de Genève, où il caricature ses professeurs. Il grimpe avec les premiers varappeurs du Salève. À la fin de ses études secondaires, il part chez son oncle en Suède pour y gagner sa vie dans le commerce. A Helsingborg, il ne trouve pas d'emploi et passe son temps à jouer avec ses cousins. Son père l'envoie en Angleterre, puis à Paris où il vend des cravates et des gants Place de l'Opéra et sur les Grands Boulevards.
Il rentre à Genève en 1892. Son père lui permet de suivre les cours de l’Ecole des Arts Industriels et de l'Ecole des Beaux-Arts de Genève, où il remporte tous les premiers prix. Il a trouvé sa voie et étudie pendant trois ans avant de partir pendant deux ans et demi à Paris, où il fréquente la Grande-Chaumière. La peinture occupera désormais une place primordiale dans sa vie.
Il regagne Genève fin 1897 et se fiance. En 1900, il épouse Blanche Fiaux, qui peint également. En 1901, le couple part neuf mois à Visperterminen, à Lens et aux Haudères, dans le Val d'Hérens, où Paul et Blanche reviendront très souvent. Ils déménagent à Corcelles-le-Jorat où ils vivront deux ans et demi, puis départ pour Venise et Florence. En 1905, ils séjournent durant neuf mois à Munich. En 1906, ils voyagent en Espagne, où Perrelet étudie les œuvres de Diego Vélasquez dont il copie les Ménines. Le couple retourne à Paris pour une année.
En 1910, naît leur fils Jean à Hermance, puis Luc, en 1911, à Genève. La famille s'installe à la campagne, à Begnins, en 1912. L'année suivante naît André, puis Lise en 1917. À Begnins, ils sont les voisins et amis du couple William Francken et Laure Fiaux. La famille déménage en 1920 pour Vevey où s'ensuit une longue période à la Société des Beaux-Arts de Vevey. À Paris, en Angleterre, et dans presque toute la Suisse, Perrelet devient connu pour ses portraits. La famille déménage à Chambésy en 1930, Perrelet travaille à la Classe des Beaux-Arts de la Société des Arts de Genève. En février 1933, celle-ci lui offre une exposition personnelle à la salle Crosnier du Palais de l'Athénée, à Genève. Puis vient l'installation à Saint-Légier-La Chiésaz, où Perrelet construit son atelier. Politiquement, en 1932, il adhère à l'Union nationale.

## Expositions
- Exposition personnelle organisée par la Classe des Beaux-Arts de la Société des Arts de Genève, à la salle Crosnier du Palais de l'Athénée, à Genève, en février 1933
- Exposition Paul Perrelet pour son 80me anniversaire, organisée par Arts et Lettres, section de l'Adive - Musée Jenisch, Vevey - du 21 septembre au 12 octobre 1952
- Exposition Paul Perrelet, hommage de la galerie Arts et Lettres pour ses 90 ans, musée Jenisch, Vevey, du 9 juin au 1er juillet 1962

## Sources
- Catalogue de l'exposition Paul Perrelet pour son 80me anniversaire, organisée par Arts et Lettres, section de l'Adive - Musée Jenisch, Vevey - du 21 septembre au 12 octobre 1952, p. 3-5